# Wacław Nowak
Wacław Nowak (ur. 30 grudnia 1924 w Krakowie, zm. 10 sierpnia 1976 tamże) – polski artysta fotograf, uhonorowany tytułami Artiste FIAP (AFIAP) oraz Excellence FIAP (EFIAP). Członek rzeczywisty Związku Polskich Artystów Fotografików.

## Życiorys

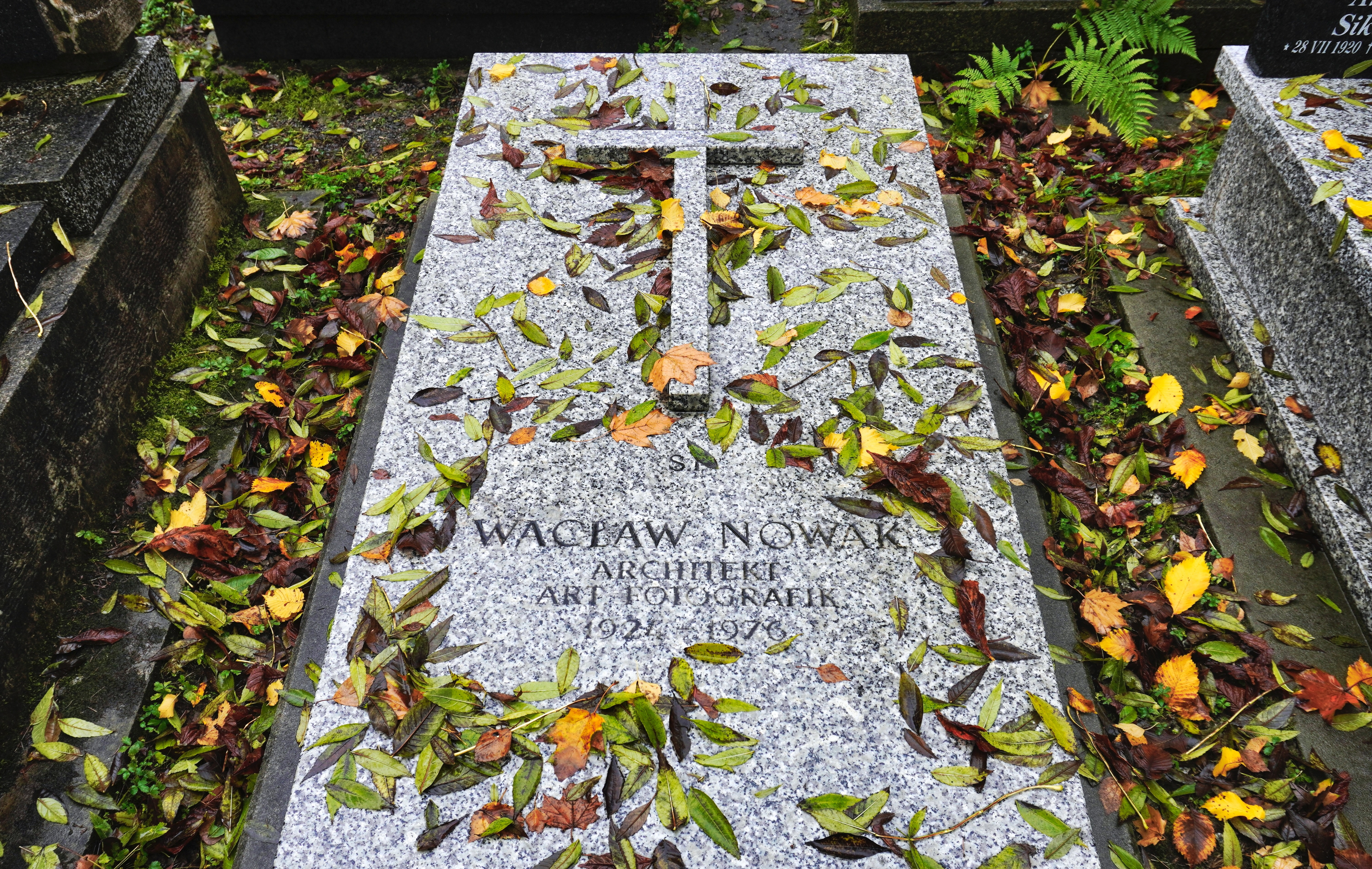
Grób Wacława Nowaka na cmentarzu Rakowickim w Krakowie

Urodził się w rodzinie Bartłomieja, architekta budowniczego, i Janiny z domu Daun. Jego dziadek Alfred Daun był rzeźbiarzem i profesorem ASP. W latach 1945–46 Wacław studiował w Akademii Handlowej. Od 1947 roku podjął pracę jako kreślarz w biurze projektów, równocześnie studiując na Wydziale Architektury Politechniki Krakowskiej (do 1949 na Wydziałach Politechnicznych AGH). Po uzyskaniu dyplomu mgr inż. architekta w 1954 roku, zatrudnił się w Pracowni Konserwacji Zabytków. W 1955 roku ukończył amatorski kurs fotografii artystycznej w Polskim Towarzystwie Fotograficznym w Krakowie. Od 1957 roku był członkiem Związku Polskich Artystów Fotografików. W latach 1964–1970 był wykładowcą fotografii na Wydziale Form Przemysłowych Akademii Sztuk Pięknych w Krakowie. W 1966 roku zrealizował na zamówienie Paris Match reportaż z obchodów milenijnych w Częstochowie, Gnieźnie i Poznaniu. W tym samym roku skonstruował, według własnego pomysłu, urządzenie stroboskopowe do fotografowania w ruchu. Realizował serie eksperymentalnych fotografii aktu kobiecego. W 1968 roku był współzałożycielem „Grupy trzech” (wspólnie ze Zbigniewem Łagockim i Wojciechem Plewińskim). W 1974 roku zrealizował serię 70 zdjęć dla Galerii Muzeum Firmy Polaroid–Land. W 1982 był współtwórcą pierwszej w Polsce Katedry Fotografii na ASP w Krakowie.
Autor dziesięciu wystaw indywidualnych i współautor kilkudziesięciu wystaw zbiorowych; w kraju i za granicą. W 1968 roku otrzymał tytuł AFIAP (Artiste FIAP), nadany przez Międzynarodową Federację Sztuki Fotograficznej FIAP, a w 1976 tytuł EFIAP (Excellence FIAP). 
Zmarł w Krakowie, pochowany na cmentarzu Rakowickim (kwatera XXIA-9-9). 

## Wystawy (wybór)
- VII Ogólnopolska Wystawa Amatorskiej Fotografii Artystycznej (Kraków 1955);
- X Jubileuszowa Wystawa Amatorskiej Fotografii Artystycznej – PTF (Kraków 1956);
- Dekopan Grosse Fotowettbewerb – VEB Fotochem-Werke (Berlin 1956);
- Internationale Fotoausstellung (Monachium 1957);
- International Exhibition of the Birmingham – Photographic Society (Birmingham 1957);
- International Salon of Photography (Adelajda 1957);
- I Międzynarodowa Wystawa Fotografii Artystycznej (Warszawa 1957);
- Nemzetkozi Moreski Fenykepitallitas (Budapeszt 1957);
- Krok w nowoczesność (Poznań 1957);
- VIII Ogólnopolska Wystawa Amatorskiej Fotografii Artystycznej (Gliwice 1957);
- VII Ogólnopolska Wystawa Fotografiki (Warszawa 1957);
- Ausstellung der Polonischen Kunstphotographie (Norymberga 1958);
- III Salon d'Art Photographique – Club de Sens (Francja 1958);
- II Międzynarodowa Izlożba Umietnice – Fotografie (Zadar 1958);
- II Biennale Internationale di Arte Fotografie – Modena Bifota IV (Berlin 1958);
- 62nd Annual Internationale Exhibition of the Birmingham – Photography Society (Birmingham 1958);
- Z kamerą po świecie (Warszawa 1958);
- Człowiek w Polsce Ludowej – Zachęta Narodowa Galeria Sztuki (Warszawa 1963);
- Ludzie zza kulis – Wystawa fotografiki teatralnej (Kraków 1963);
- Ziemia Krakowska w Fotografii – 600 lat UJ (Kraków 1964);
- Polonische Photographie (Berlin 1964);
- Człowiek w Polsce Ludowej (Warszawa 1964);
- Bifota Internationale Ausstellung (Berlin 1965);
- Kraków – Moje miasto – Pałac Sztuki (kraków 1966);
- Wacław Nowak – Galeria Krzysztofory (Kraków 1966);
- Interpress-Photo'66 (Moskwa 1966);
- Wystawa Fotografii Okręgu Krakowskiego ZPAF (1966);
- One – Zachęta Narodowa Galeria Sztuki (Warszawa 1967);
- Fotoforum (Rużomberok 1967);
- Ogólnopolska Wystawa Fotografii – Człowiek (Legnica 1967);
- Ogólnopolska Wystawa ZPAF (Warszawa 1967);
- Nemzetkozi Mureszi Fotoszalon – Pecs (Węgry 1967);
- Tri Polsti fotografove – Galeria U Reckich, Praga (Czechy 1968);
- Wystawa fotografii Wacława Nowaka – Galeria ZPAP (Zakopane 1968);
- Fotografia Subiektywna (Kraków / Warszawa 1968);
- XIII Salon International d'Art Photographique – Musee d'Etat (Luksemburg 1968);
- IX Salon International d'Art Photographique – Perigneux (Francja 1968);
- V International Pictoral Photographic Exhibition (Singapur 1968);
- Premfoto XI Mezinarodi Vystava Fotografie – Praga (Czechy 1968);
- Kobieta w sztuce Międzynarodowej (Ryga 1968);
- Homo 68 – Międzynarodowy Salon (Legnica 1968);
- IX Salon National d'Art Photographique – Chaumont (Francja 1986);
- Prezentacje – Wacław Nowak – Galeria ZPAP (Toruń 1969);
- VI Internatiomal Ausstellung Bidlmasiger Photographie - Linz (Austria 1969);
- Polonische Fotokunst – Wimpassinger (Austria 1969);
- VII Salon International de Arta Fotografica (Bukareszt 1969);
- 29 International Photographic Salon of Japan (Tokio 1969);
- IV Biennale Krajów Bałtyckich (Gdańsk 1969);
- Vision & Expression – George Eastman House, Rochester (USA 1969);
- Subiectiv Fotografii (Szwecja 1969);
- I Concurso Internationale de Fotografia – Nazare (Portugalia 1969);
- Foto – Forum (Rużomberok 1969);
- 24 Salon International d'Art Photographique (Ville de Roubaix 1969);
- 100 Mistrzów Fotografii (Ryga 1969);
- International Photo–Art Exhibition (Singapur 1969);
- Jeden fotograf – Galeria Profil (Bratysława 1970);
- Grupa Trzech – Klub Politechniki (Kraków 1970);
- Portret – Ogólnopolska Wystawa Fotografii Artystycznej (Warszawa 1970);
- III Salon Portretu Artystycznego (Gdańsk 1970);
- 15 Zagreb Foto–Salon – Zagrzeb (Jugosławia 1970);
- Fotografowie Poszukujący (Warszawa/Kraków/Genewa/Meksyk 1971);
- Mostra Della Fotografii Polacca – Turyn (Włochy 1971);
- XII Biennale FIAP – Haga, Breda (Holandia 1972);
- Quinzaine d'Art Contemporaine 72 (Genewa 1972);
- Propozycje – ZPAF Warszawa 1972);
- Schopferische Fotografen aus Polen (Norymberga 1972);
- Polonische Kunst (Mannheim-Leverkusen 1972);
- Projektion – Galleriet for Creativ Fotografi (Kopenhaga 1972);
- Lengyel Fotomureszeti Kiallitas (Budapeszt 1974);
- Fotografia Polska (Bordeaux/Meksyk 1974);
- Wacław Nowak – Retrospektywna wystawa fotografii – Galeria ZPAF (Kraków 1977);
- Wystawa Fotografii – Galeria ZPAF (Kraków 1979);
- Polska Współczesna Fotografia Artystyczna (Warszawa/Wrocław/Praga 1985);
- Wacław Nowak – fotografie wybrane 1956–1976 – galeria ZPAF (Kraków 1988);
- Wacław Nowak. W kręgu Trzech – Gdańsk Galeria Fotografii Muzeum Narodowego (Gdańsk 2001);
- Trzy razy ciało – Galeria ZPAF (Warszawa 2005);
- Fotografie grupy Domino – Galeria Camelot (Kraków 2005);
- Trzy razy ciało – Pałac Sztuki (Kraków 2006);
- Marzyciele i Świadkowie – Fotografia polska XX wieku (Kraków 2008);
- Wacław Nowak w kolorze – ZPAF Gallery (2017);

Źródło.